# Vultur african cu cap alb
Vulturul african cu cap alb (Trigonoceps occipitalis) este o specie de vultur din familia Accipitridae, endemică Africii. Conform Uniunii Internaționale pentru Conservarea Naturii, este clasificată ca specie pe cale critică de dispariție⁠(d).